# 보성오씨 대문중재실
보성오씨 대문중재실은 향토유적이다. 충청북도 청주시 서원구에 위치해있다. 2015년 4월 17일 청주시의 향토유적 제72호로 지정되었다.